# کامدا، نیگاتا
کامدا، نیگاتا (به لاتین: Kameda) یک منطقهٔ مسکونی در ژاپن است که در Hokuriku region واقع شده‌است. کامدا ۳۲٬۳۸۲ نفر جمعیت دارد.